# Palácio Eremitage

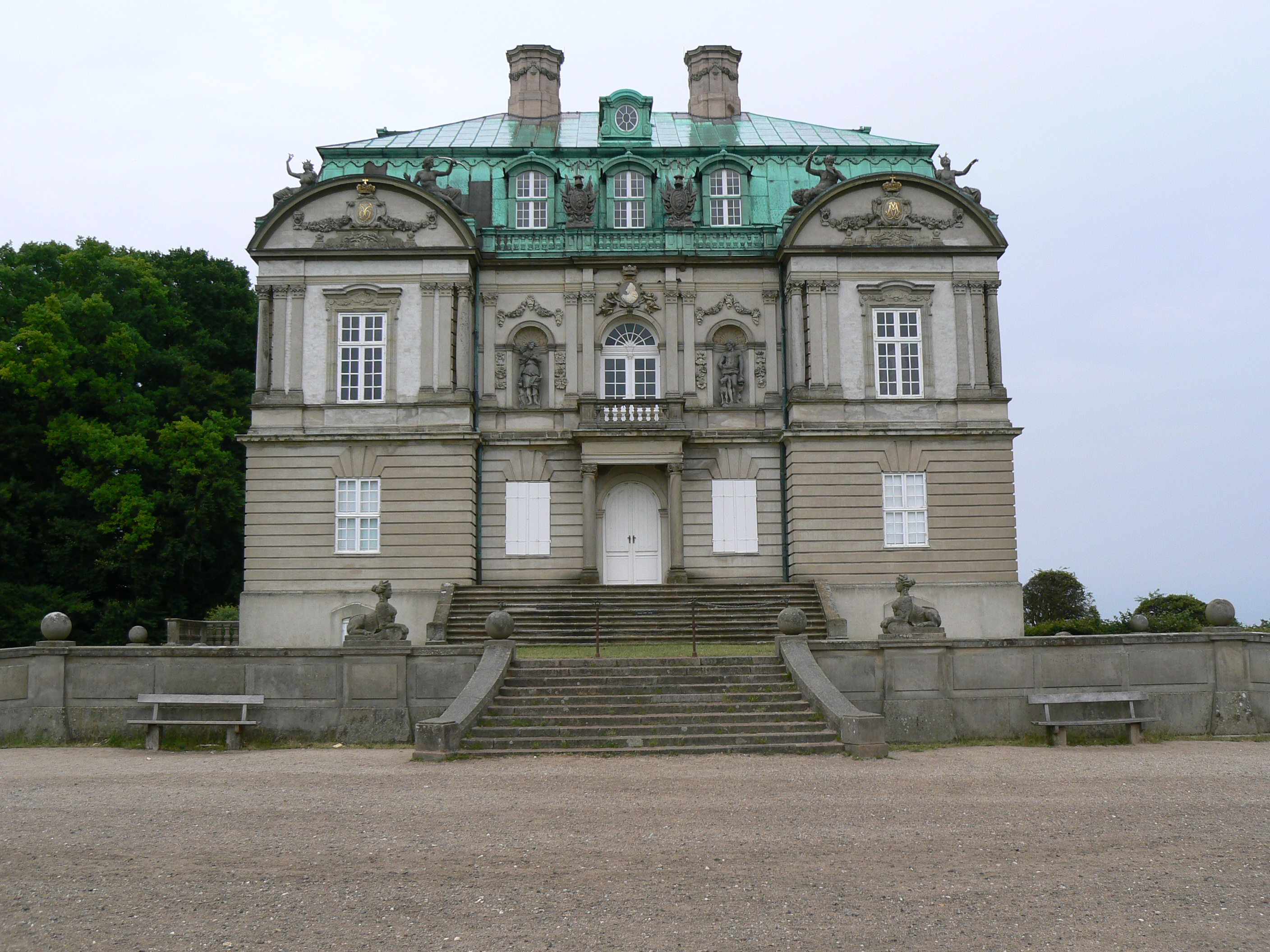
O Palácio Ermitage visto do leste

O Palácio Eremitage é um palácio real da Dinamarca.
Em 1694 Christian V tinha um prédio de dois andares de estrutura de madeira construída no Deer Park ao norte de Copenhaga. Em 1734 o edifício foi demolido, e o Arquiteto Real Lauritz de Thurah construída a sede de caça presentes na colina no meio da planície, em 1734-36. O palácio é um excelente exemplo de habilidades Thurah e uma das maiores obras do barroco tardio, na Dinamarca. 
A cozinha está localizada centralmente no porão sob a sala de jantar. Ao longo da empena sul da bela escadaria sobe pelo edifício. A escada é revestida a azulejos da fábrica que estava em St. Kongensgade, todas com motivos de caça. 
O etage bel abriga o salão de jantar grande, o maior quarto, ricamente decorado em mármore, gesso, espelhos e madeira de mármore. Os dois armários sul são em estilo barroco tardio expressiva, enquanto os três gabinetes do norte, do rei e rainha quartos, estão em rococó que estava sendo introduzida na Dinamarca, quando o palácio estava sendo completado. A sala central no piso superior, um quarto dos empregados sentados. 
Em 1736 Johan Reusse Jeremias, um marceneiro, construiu uma máquina de mesa, um dispositivo mecânico com mesa e equipamento. Esta é a mesa Hermitage famosos, o que permitiu a mesa lindamente a ser içada através de uma escotilha no chão da sala de jantar, tornando possível para jantar sem criados, ou em francês "en ermida". Alguns anos mais tarde uma máquina nova tabela foi construída a mando de Eigtved. Esta versão também foi falhada, com dificuldades técnicas e reparos necessários, e no final de 1700 ele foi removido completamente. 
O palácio foi renovado várias vezes, mais recentemente com uma restauração completa do exterior de arenito em 1979-1991. 
O Palácio Hermitage tem sido o centro de caça real. Ele está à disposição da rainha Margarida II da Dinamarca e é usada por exemplo para almoços oficiais; uma ocasião recente foi a visita do Imperador e da Imperatriz do Japão em 1998. 
O Palácio Hermitage está fechado ao público. 

## Ligações Externas
- Site Oficial, official site